# انیس باتور
انیس باتور (۲۸ جون ۱۹۵۲)،نویسنده، شاعر ، رمان‌نویس و ویراستار ترک می‌باشد.

## تحصیلات
انیس باتور دوران دبیرستان را در مدرسه سنت ژوزف در استانبول سپری کرد و سپس در رشته ادبیات در آنکارا و در دانشگاه سوربون تحصیل کرد.

## فعالیت حرفه‌ای
او یکی از مهم‌ترین چهره‌های ادبی در ترکیه است که بیش از صد کتاب نگاشته است. بعضی از آثارش به زبان‌های دیگر از جمله انگلیسی، فرانسه و ایتالیایی و فارسی ترجمه شده است.